# Пухья
Пу́хья (эст. Puhja) — посёлок в волости Элва уезда Тартумаа, Эстония.
До административной реформы местных самоуправлений Эстонии 2017 года входил в состав волости Пухья и был её административным центром.

## География и описание
Расположен в 22 километрах к западу от уездного центра — города Тарту — и в 14 километрах к северу от волостного центра — города Элва. Высота над уровнем моря — 66 метров. В 25 километрах к западу от посёлка находится озеро Выртсъярв.
Климат умеренный. Официальный язык — эстонский. Почтовый индекс — 61301.

## Население
По данным переписи населения 2021 года, в Пухья насчитывалось 848 жителей, из них 716 (84,6 %) — эстонцы.
По данным переписи населения 2011 года в посёлке проживали 923 человека, из них 775 (84,0 %) — эстонцы.
Численность населения посёлка Пухья:
| Год  | 2000 | 2011  | 2017  | 2018  | 2019  | 2020  | 2021  |
| ---- | ---- | ----- | ----- | ----- | ----- | ----- | ----- |
| Чел. | 1145 | ↘ 923 | ↘ 877 | ↘ 874 | ↗ 876 | ↗ 878 | ↘ 848 |

## История
Первое упоминание о населённом пункте относится к 1418 году — Puyen, в 1495 году упомянута церковная деревня Pugen, в 1585 году — Bochia, Puia, в 1638 году — Poyhakyll, в 1839 году — Puchja.
На военно-топографических картах Российской империи (1846–1901 годы), в состав которой входила Лифляндская губерния, обозначен населённый пункт Пухiя.
Посёлок возник в начале XX века из церковной деревни, охватив также земли церковной мызы Пухья. Так как большинство поселений прихода Пухья окружали болота, это урожайное место было плотно заселено и относилось к числу самых богатых приходов (позже — волостей) Тартумаа. Последнее обстоятельство привело к неоднократным разграблениям этой области в многочисленных войнах. Развитие посёлка получило толчок после строительства торфокомбината в Сангла в 1968—1973 годах. В связи с этим  у западной границы Пухья был построен промышленный посёлок (в народе — Турбакюла (Turbaküla), с эст. «Торфяная деревня»).

## Инфраструктура
В посёлке работают гимназия (в 2002/2003 учебном году 456 учеников, в 2009/2010 учебном году — 288), детский сад, сельский дом (построен в 1906 году), библиотека, дневной социальный центр и аптека. Крупнейшим работодателем посёлка является торфодобывающее предприятие Sangla Turvas AS.

## Достопримечательности
В Государственный регистр памятников культуры Эстонии внесены следующие объекты, находящиеся на территории посёлка Пухья:
- церковь Святого Дионисия, одна из старейших кирпичных деревенских церквей Эстонии. Предположительно построена в 14-м столетии. Средневековая оштукатуренная однонефная церковь. Церковный хор в стиле поздней готики был построен в 1495—1499 годах. Убранство церкви имеет формы неоготики. В 1868 году была изготовлена алтарная картина «Христос на кресте» (куплена в Мюнхене в 1859 году). По состоянию на 11 сентября 2019 года церковь находилась на реставрации[13];
- природный парк, площадь 2,6 гектара;
- ветряная мельница Кони, деревянная мельница голландского типа, широко распространённого в Южной Эстонии. Построена в последней четверти 19-го столетия Яаном Кони (Jaan Koni). При инспектировании 23.04.2009 находилась в хорошем состоянии[14];
- памятник погибшим в Освободительной войне, скульптор Антон Старкопф. Открыт 5 июля 1925 года, взорван и закопан предположительно в мае 1950 года, восстановленный памятник открыт 20 августа 1988 года[15].

## Галерея
- Новое здание школы в Пухья, 1937 год
- Бывшее здание волостной управы Пухья
- Церковь Святого Дионисия в Пухья
- Ветряная мельница Кони
- Памятник погибшим в Освободительной войне